# Happy 15
Singles de THE Possible
Kaze no Uwasa
(2007) Love Message!
(2008)
HAPPY 15 (prononcé "Happy Fifteen") est le 7e single indépendant du groupe féminin de J-pop THE Possible, sorti en 2007 dans le cadre du Nice Girl Project.

## Présentation
Il sort le 7 novembre 2007 au Japon sous le label indépendant Good Factory Record de TNX, écrit et produit par Tsunku. C'est le premier disque du groupe à sortir dans le cadre du nouveau Nice Girl Project de Tsunku, après la graduation (départ) et le transfert du groupe et de ses membres hors du Hello! Project le mois précédent.
Il atteint la 28e place du classement de l'Oricon. Il se vend à 5 176 exemplaires la première semaine, et reste classé pendant 2 semaines pour un total de 5 614 exemplaires vendus. Il sort également un mois plus tard en format "single V" (DVD). 
La chanson-titre du single figurera sur le premier album du groupe, Kyūkyoku no The Possible Best Number Shō 1 de 2008.

## Liste des titres
Toutes les chansons sont écrites et composées par Tsunku.
| 1. | HAPPY 15                                               | Tomoki Kikuya    | 4:13 |
| 2. | Washoku Bijin (和食美人)                               | Atsushi Yamazaki | 3:33 |
| 3. | HAPPY 15 (Instrumental)                                | Tomoki Kikuya    | 4:12 |
| 4. | Washoku Bijin (Instrumental) (和食美人 (Instrumental)) | Atsushi Yamazaki | 3:32 |

| 1. | HAPPY 15                                                             |  |
| 2. | Washoku Bijin (Photo and Music Show) (和食美人 (PHOTO & MUSIC SHOW)) |  |
| 3. | HAPPY 15 (Making of) (HAPPY 15 (メイキング映像))                     |  |
| 4. | HAPPY 15 (Captioned) (HAPPY 15 (歌詞あり))                           |  |